# Kaarlo Juho Ståhlberg
Kaarlo Juho Ståhlberg (28 de enero de 1865 - 22 de septiembre de 1952), político finlandés y primer presidente de la República de Finlandia (1919-1925), doctor en derecho. 
Antes de ser elegido presidente, Ståhlberg había ejercido varios altos cargos, entre otros en el Senado de Finlandia, el órgano gubernativo durante el Gran Ducado de Finlandia, así como la cátedra de derecho administrativo y la presidencia del tribunal supremo administrativo. Cuando se proclamó la independencia de Finlandia, el 6 de diciembre de 1917, Ståhlberg estaba de presidente del comité constitucional y, por tanto, tuvo gran influencia en la Constitución de la República de Finlandia que sería refrendada el 17 de julio de 1919. Fue elegido presidente de la República el 25 de julio de 1919. Durante su presidencia, Ståhlberg hizo grandes esfuerzos para unificar al país tras la guerra civil de 1918.
| Predecesor: Cargo creado Carl Gustaf Emil Mannerheim (como regente de Finlandia) | Presidente de Finlandia 1919 - 1925 | Sucesor: Lauri Kristian Relander |

- Datos: Q214029
- Multimedia: Kaarlo Juho Ståhlberg / Q214029